# Pius Bazighe
Pius Bazighe (né le 15 mars 1972) est un athlète nigérian spécialiste du lancer du javelot.

## Carrière
Pius Bazighe a remporté deux titres de champion d’Afrique au lancer du javelot, en 1989 et 1996. Il a également remporté six titres nationaux, en 1990 et de 1993 à 1997.
Il a participé aux Jeux olympiques de 1996 et aux Championnats du monde de 1997, sans parvenir à se hisser en finale.
Pius Bazighe détient le record du Nigeria du lancer du javelot, avec un jet à 81,08 m réalisé en 1999 à Athènes, jusqu'en 2022. 

### Palmarès
| Année | Compétition            | Lieu     | Résultat | Performance |
| ----- | ---------------------- | -------- | -------- | ----------- |
| 1989  | Championnats d’Afrique | Lagos    | 1er      | 68,96 m     |
| 1990  | Championnats d’Afrique | Le Caire | 2e       | 68,80 m     |
| 1991  | Jeux africains         | Le Caire | 2e       | 71,78 m     |
| 1995  | Jeux africains         | Harare   | 1er      | 77,56 m     |
| 1996  | Championnats d’Afrique | Yaoundé  | 1er      | 74,78 m     |

### Records
| Épreuve           | Performance | Lieu    | Date         |
| ----------------- | ----------- | ------- | ------------ |
| Lancer du javelot | 81,08 m     | Athènes | 16 juin 1999 |